# Samostan Janeza Evangelista, Patmos
Samostan Janeza Evangelista (grško Μονή του Αγίου Ιωάννου του Θεολόγου, Moní tou Agíou Ioánnou tou Theológou) ali samostan sv. Janeza je grški pravoslavni samostan, ustanovljen leta 1088 v Hori na otoku Patmosu. Imenuje se po sv. Janezu s Patmosa, piscu Evangelija po Janezu in Razodetja, zadnje knjige Nove zaveze.  UNESCO ga je leta 1999 uvrstil na svoj seznam svetovne kulturne dediščine.

## Zgodovina
Leta 1088 je bizantinski cesar Aleksej I. Komnen dal otok Patmos svojemu vojaku-duhovniku Ivanu Kristodulu. Velik del samostana je dokončal prav Kristodul v naslednjih treh letih. Zaradi strahu pred pirati in Seldžuki je močno utrdil samostansko obzidje.
V samostanski knjižnici je shranjenih 330 rokopisov, 267 na pergamentu, vključno z 82 rokopisi Nove zaveze: minuskule 1160–1181, 1385–1389, 1899, 1901, 1966, 2001–2002, 2080–2081, 2297, 2464–2468, 2639, 2758, 2504, 2639 ter nedeljski evangeliji in lekcionarji.
Leta 2012 je bilo v samostanu 40 menihov. Samostan med svojimi relikvijami hrani tudi lobanjo apostola Tomaža.